# Dryopteris mindshelkensis
Dryopteris mindshelkensis は、オシダ科に属する薄嚢シダ類の1種である。石灰岩の山地に生育する。
学名の種形容語 mindshelkensis は、タイプ産地であるカザフスタンのカラタウ山脈のミンジェルケ山地（поднятие Минжелке、Mindshelke Rise）に由来する。

## 形態
胞子体の根茎は短く匍匐し、叢生する。葉は長さ 60 cm（センチメートル）、幅 15 cmで、葉身と葉柄との比率は 3:2 である。落葉性で、胞子葉と栄養葉は同形。葉柄は溝があり、淡褐色で、C字型の維管束を3–7本持つ。葉身は2回羽状複葉で、概形は三角状楕円形から披針形。硬く、やや革質で、明瞭な灰緑色、腺に覆われる。羽片は12–20対、披針形でやや斜上する。葉縁には鋸歯と突起を持つ。葉脈は自由脈で叉状。
胞子嚢群は円形で、軸と葉縁の間に1列ある。包膜は腎臓形。若い時期は淡緑色であるが、成熟すると胞子嚢は褐色となる。成熟期は夏。
本種はかつて、Dryopteris komarovii Koss. とされていたが、側羽片が多く、鋭形の葉先を持つ点で区別される。

## 分布
グレート・ブリテン島（ノース・ウェスト・イングランドおよびウェールズ）、スペイン、フランス、イタリア、バルカン半島（クロアチア、モンテネグロ、セルビア、コソボ、北マケドニア、アルバニア、ギリシャ）、アルジェリア、コーカサス（ジョージア）、アナトリア半島（トルコ）、イラン北部、アフガニスタン東部から中央アジア（カザフスタン、キルギス）にかけてのユーラシアに産する。
本種ははじめ、カザフスタンのカラタウ山脈から記載され、この山脈の固有種と考えられた。キルギスではFraser-Jenkins (1977) および、Lazkov & Sennikov (2017) により、アライ山脈から報告されている。また、Lazkov & Sennikov (2017) により、天山山脈西部地域である西天山からも報告がある。中央アジアの分布が隔離しているのは、シダ植物への関心が低く、知見が乏しいことを反映していると考えられる。本種はカラタウ自然保護区およびアクス・ジャバグリ自然保護区において、生物多様性重要地域（KBA）のトリガーとなる種となっている。
中央アジアはシダ植物相に乏しいが、本種のほかに同属の Dryopteris komarovii Koss.、Dryopteris barbigera (T.Moore ex Hook.) Kuntze、セイヨウオシダ Dryopteris filix-mas (L.) Schott 、ワタナベシダ Dryopteris carthusiana (Vill.) H.P.Fuchs、Dryopteris cristata (L.) A.Gray、Dryopteris fragrans (L.) Schott などが分布する。
なお、本種のタイプ産地であるミンジェルケ山地は、同じ地域に由来する Cousinia mindshelkensis B.Fedtsch.（キク科コウシニア属）、Hedysarum mindshilkense Bajtenov（マメ科イワオウギ属）、Arabis mindshilkensis Bajtenovz & Myrz.（アブラナ科ヤマハタザオ属）などの種形容語にも用いられている。